# 라이언하트 (2018년 영화)
라이언하트(Lionheart)는 나이지리아에서 제작된 제네비브 응나지 감독의 2018년 코미디 영화이다. 제네비브 응나지 등이 주연으로 출연하였다.
넷플릭스를 통해 2019년 1월 4일 전 세계 개봉하였다.

## 출연

### 주연
- 제네비브 응나지